# 藤尾町
藤尾町（ふじおちょう）は、奈良県生駒市の町名。郵便番号は630-0235。

## 地理
生駒市南部に位置し、北に大門町、鬼取町、西に西畑町、南に平群郡平群町鴨川、小平尾町、東に萩原町と接する。

### 河川
- 神田川 - 竜田川の支流[5]。

## 歴史
藤尾村は大和国平群郡に属し、藤ノ尾村とも書いた。江戸時代初めは幕府領、元和元年（1615年）からは郡山藩領となる。
山頂と谷の中腹地点で平坦となる石仏寺付近は、宝山寺と信貴山を南北に結ぶ行者道と暗街道の交差点にあたり、小さな宿場としての様相を呈していた。明治になっても西五ケ大字（大門・藤尾・小倉寺・鬼取・西畑）の中心地として店舗ができては消えるなどしており、また西五ケ大字の小学校として大門小学校がしばらくの間開設されていた。

### 沿革
- 1889年（明治22年） - 萩原村・西畑村・鬼取村・小倉寺村・大門村・有里村・壱部村・小瀬村・乙田村・小平尾村と合併して南生駒村が発足[7]。南生駒村大字藤尾となる[5]。
- 1955年（昭和30年） - 生駒町の大字となる[5]。
- 1971年（昭和46年） - 生駒市藤尾町となる[5]。

## 世帯数と人口
2019年（令和元年）10月1日現在の世帯数と人口は以下の通りである。
| 町丁   | 世帯数 | 人口 |
| ------ | ------ | ---- |
| 藤尾町 | 33世帯 | 82人 |

### 人口の変遷
国勢調査による人口の推移。
| 1995年（平成7年）  | 113人 | [ 8 ]  |  |
| 2000年（平成12年） | 109人 | [ 9 ]  |  |
| 2005年（平成17年） | 95人  | [ 10 ] |  |
| 2010年（平成22年） | 78人  | [ 11 ] |  |
| 2015年（平成27年） | 76人  | [ 12 ] |  |

### 世帯数の変遷
国勢調査による世帯数の推移。
| 1995年（平成7年）  | 27世帯 | [ 8 ]  |  |
| 2000年（平成12年） | 29世帯 | [ 9 ]  |  |
| 2005年（平成17年） | 27世帯 | [ 10 ] |  |
| 2010年（平成22年） | 26世帯 | [ 11 ] |  |
| 2015年（平成27年） | 28世帯 | [ 12 ] |  |

## 事業所
2016年（平成28年）現在の経済センサス調査による事業所数と従業員数は以下の通りである。
| 町丁   | 事業所数 | 従業員数 |
| ------ | -------- | -------- |
| 藤尾町 | 2事業所  | 7人      |

## 交通

### バス
- たけまる号
  - 西畑線

### 道路
- 暗越奈良街道（国道308号）

## 施設
- 石仏寺
- 藤尾阿弥陀堂 - 文永7年（1270年）の銘がある阿弥陀如来の線刻[14][15]。